# Grand Prix de Wallonie 1942
La 6e édition du Grand Prix de Wallonie a eu lieu le 23 août 1942. Elle a été remportée par le Belge Maurice Van Herzele (ca).

## Classement final
Maurice Van Herzele (ca) remporte la course en parcourant les 206 kilomètres en 5 h 28 à la vitesse moyenne de 37,682 km/h.
| Classement final, | Classement final,        | Classement final, | Classement final,  | Classement final, |
|                   | Coureur                  | Pays              | Équipe             | Temps             |
| ----------------- | ------------------------ | ----------------- | ------------------ | ----------------- |
| 1er               | Maurice Van Herzele (ca) | Belgique          | Helyett-Hutchinson | en 5 h 28 min 0 s |
| 2e                | Emiel Faignaert          | Belgique          |                    |                   |
| 3e                | Joseph Moerenhout        | Belgique          |                    |                   |
| 4e                | Albert Ramon             | Belgique          |                    |                   |
| 5e                | Joseph Van De Weghe      | Belgique          | Genial Lucifer     |                   |
| 6e                | Albert Paepe             | Belgique          | Dilecta            |                   |
| 7e                | Louis Van Espenhout      | Belgique          | Helyett-Hutchinson |                   |
| 8e                | Albert Dubuisson         | Belgique          | Helyett-Hutchinson |                   |
| 9e                | Albert Ritserveldt       | Belgique          | Dilecta            |                   |
| 10e               | Félix De Raes            | Belgique          |                    |                   |
| modifier          |                          |                   |                    |                   |